# Metapenaeopsis miersi
Metapenaeopsis miersi är en kräftdjursart som beskrevs av Lipke Bijdeley Holthuis 1952. Metapenaeopsis miersi ingår i släktet Metapenaeopsis och familjen Penaeidae. Inga underarter finns listade i Catalogue of Life.